# 氣旋魯比
熱帶氣旋魯比（英語：Tropical Cyclone Ruby）是2021－2022年澳大利亚熱帶氣旋季的第三場熱帶氣旋和第一場強熱帶氣旋，魯比同时也是2020－2021年南太平洋熱帶氣旋季的第1場熱帶氣旋。

## 氣象歷史
12月7日，一個低壓在索羅門群島霍尼亞拉的西边形成。
12月9日凌晨4時，澳大利亞國家氣象局將其升格為熱帶低氣壓 。
12月12日凌晨3時，聯合颱風警報中心將其升格為熱帶風暴。上午11時，澳大利亞國家氣象局將其升格為一級熱帶氣旋，並將其命名為魯比（Ruby）。
12月13日凌晨2時，澳大利亞國家氣象局將其升格為二級熱帶氣旋。同時，聯合颱風警報中心將其升格為一級熱帶氣旋。
12月16日凌晨3時，斐濟氣象局判定其已轉化為溫帶氣旋。

## 外部連結
- 澳大利亞氣象局 （页面存档备份，存于）
- 聯合颱風預警中心 （页面存档备份，存于）
- 03P.RUBY （页面存档备份，存于）